# Concerts for the People of Kampuchea (album)
Pour la série de spectacles voir Concerts for the People of Kampuchea.
Concerts for the People of Kampuchea est un double album « live » sur lequel on entend Paul McCartney and Wings, The Who, Queen, Elvis Costello, Pretenders, The Clash et d'autres artistes. Il est sorti quinze mois après la série de concerts, portant le même nom, qui s'est déroulée du 26 au 29 décembre 1979 à l'Hammersmith Odeon de Londres pour venir en aide aux victimes de la guerre du Cambodge. Cet événement a été organisé par le secrétaire général de l'Organisation des Nations unies Kurt Waldheim et le musicien et chanteur britannique Paul McCartney.

## Historique
À l'instar de ses ex-collègues George Harrison et son concert pour le Bangladesh en 1971 et John Lennon avec One to One en soutien à l'institut Willowbrook (en) pour enfants handicapés l'année suivante, Paul McCartney est l'initiateur, avec Kurt Waldheim, des concerts caritatifs destinés à récolter des fonds pour les réfugiés cambodgiens ayant fui la dictature de Pol Pot. Cet album live est publié quinze mois plus tard comportant quelques chansons tirées de ces quatre soirées de décembre 1979. Des extraits de ces concerts ont également été diffusés à la télévision dans une émission spéciale en janvier 1983.
L'album s'amorce avec quatre chansons des Who (tirées d'une prestation de trois heures) et on peut entendre au moins une chanson de chaque groupe qui a participé à l'événement, dont Queen, The Pretenders ou The Clash, à l'exception du groupe reggae Matumbi qui est exclu. 
La face 4 de l'album double contient trois chansons des Wings et trois augmentées du supergroupe Rockestra regroupant une bonne partie des musiciens participant à ces concerts. Rockestra est le nom donné au groupe d'au moins trente rockeurs anglais, initié et dirigé par Paul McCartney originellement invités à enregistrer deux de ses compositions, l'instrumental Rockestra Theme et la chanson So Glad to See You Here, de son plus recent album, Back to the Egg, sorti en 1979 sur lequel, en plus des membres de son groupe, on y entend, entre autres, John Paul Jones et John Bonham de Led Zeppelin, David Gilmour de Pink Floyd, Ronnie Lane des Faces, Kenney Jones et Pete Townshend des Who et Hank Marvin des Shadows. Dans le cadre des Concerts for the People of Kampuchea, Paul McCartney réuni à nouveau son Rockestra, mais cette fois, Wings s'agrandit de Robert Plant avec ses collègues Jones et Bonham, Dave Edmunds de Rockpile, James Honeyman-Scott des Pretenders, Bruce Thomas des Attractions avec Townshend toujours en poste avec Kenney Jones. Ronnie Lane des Faces, Gary Brooker de Procol Harum et plusieurs autres. Hank Marvin n'était pas disponible ni David Gilmour qui était à Los Angeles en Californie avec le reste du groupe Pink Floyd, en pleine préparation de la tournée débutant en février 1980 pour la promotion de l'album The Wall qu'ils venaient de terminer.
L'album a atteint la 31e position de la liste américaine Record World et la 36e sur Billboard. Au Royaume-Uni, il atteint la 39e position. À ce jour, aucune réédition sur CD ou en téléchargement n'a été effectuée.

## Pistes
Face 1
1. The Who : Baba O'Riley (Townshend) - 5 min 12 s
2. The Who : Sister Disco (Townshend) - 5 min 16 s
3. The Who : Behind Blue Eyes (Townshend) - 3 min 46 s
4. The Who : See Me, Feel Me (Townshend) - 5 min 49 s

Face 2
1. The Pretenders : The Wait (Hynde/Pete Farndon (en) ) - 3 min 28 s
2. The Pretenders : Precious (en) (Hynde) - 3 min 23 s
3. The Pretenders : Tattooed Love Boys (Hynde) - 3 min 18 s
4. Elvis Costello & The Attractions : The Imposter (Costello) - 2 min 10 s
5. Rockpile : Crawling from the Wreckage (Parker) - 3 min 2 s
6. Rockpile avec Robert Plant : Little Sister (Pomus/Shuman) - 3 min 33 s

Face 3
1. Queen : Now I'm Here (May) - 6 min 49 s
2. The Clash : Armagideon Time (en) (Williams) - 4 min 15 s
3. Ian Dury & The Blockheads : Hit Me With Your Rhythm Stick (en) (Dury/Jankel) - 4 min 30 s
4. The Specials : Monkey Man (Hibbert) - 2 min 26 s

Face 4
1. Wings : Got to Get You into My Life (Lennon/McCartney) - 2 min 57 s
2. Wings : Every Night (McCartney) - 4 min 17 s
3. Wings : Coming Up (McCartney) - 4 min 8 s
4. Rockestra : Lucille (Collins/Penniman) - 3 min 3 s
5. Rockestra : Let It Be (Lennon/McCartney) - 4 min 12 s
6. Rockestra : Rockestra Theme (McCartney) - 2 min 30 s

## Musiciens
The Who
- Roger Daltrey, Pete Townshend, John Entwistle, Kenney Jones et invités.

The Pretenders
- Chrissie Hynde, Martin Chambers, James Honeyman-Scott, Peter Farndon.

Elvis Costello & The Attractions
- Elvis Costello, Steve Nieve, Bruce Thomas et Pete Thomas.

Rockpile
- Billy Bremner (en), Dave Edmunds, Nick Lowe, Terry Williams.

Queen
- Freddie Mercury, Brian May, Roger Taylor et John Deacon.

The Clash
- Joe Strummer, Mick Jones, Paul Simonon, Topper Headon et Mick Gallagher.

Ian Dury & The Blockheads
- Ian Dury, Chaz Jankel, John Turnbull, Mick Gallagher, Davey Payne (en), Norman Watt-Roy, Charley Charles.

The Specials
- Lynval Golding (en), Horace Panter (en), Terry Hall, Jerry Dammers, Roddy Radiation (en), Neville Staple (en), John Bradbury (en), Dick Cuthell (en) et Rico Rodriguez.

Wings
- Paul McCartney, Linda McCartney, Denny Laine, Laurence Juber et Steve Holley.

Rockestra
- Piano : Paul McCartney ;
- Claviers : Linda McCartney, Tony Ashton, Gary Brooker ;
- Guitares : Denny Laine, Laurence Juber, James Honeyman-Scott, Dave Edmunds, Billy Bremner, Pete Townshend, Robert Plant ;
- Basses : Paul McCartney, Bruce Thomas (en), Ronnie Lane, John Paul Jones ;
- Batterie et percussions : Steve Holley, Kenney Jones, Tony Carr, Morris Pert (en), Speedy Acquaye, John Bonham ;
- Cuivres : Howie Casey (en), Steve Howard, Thaddeus Richard, Tony Dorsey ;
- Chant : Paul McCartney, Linda McCartney, John Paul Jones, Ronnie Lane, Bruce Thomas, Robert Plant.